# Gildart Jackson

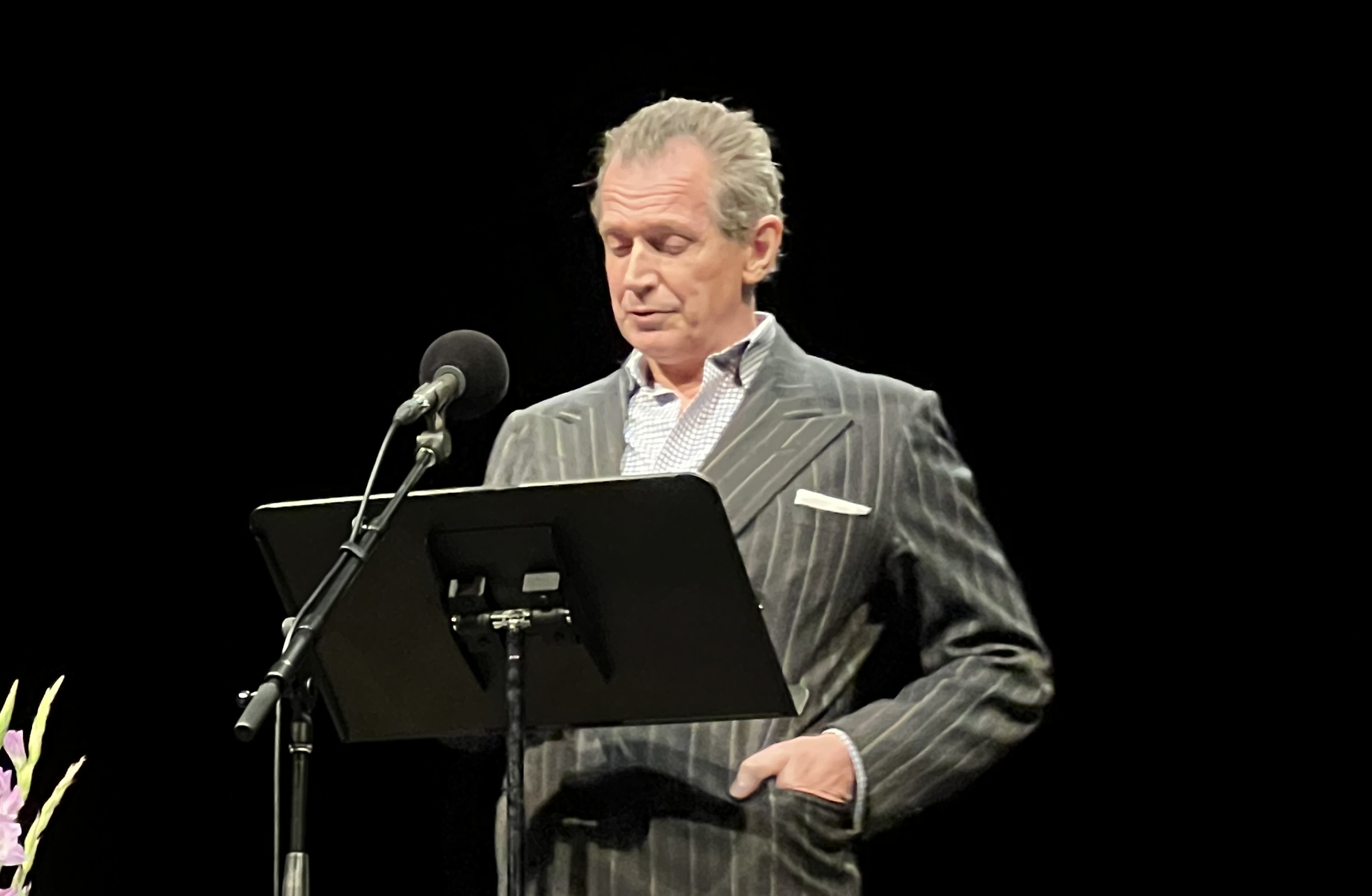
Jackson im Jahr 2024

Gildart Jackson ist ein Schauspieler.
Jackson ist seit 1997 mit der Schauspielerin Melora Hardin verheiratet und hat zwei Töchter.

## Filmografie (Auswahl)
- 1999–2001: General Hospital (Fernsehserie, 77 Folgen)
- 2002: Für alle Fälle Amy (Judging Amy, Fernsehserie, eine Folge)
- 2002: Providence (Fernsehserie, 5 Folgen)
- 2004: Charmed – Zauberhafte Hexen (Charmed, Fernsehserie, 7 Folgen)
- 2004: Stargate Atlantis (Fernsehserie, eine Folge)
- 2009: Zack & Cody an Bord (The Suite Life on Deck, Fernsehserie, eine Folge)
- 2017–2021: The Bold Type – Der Weg nach oben (The Bold Type, Fernsehserie, 16 Folgen)